# 松丸友紀
松丸友紀（1981年5月13日—），日本東京電視台女性播報員，出身於東京都江戶川區。松丸於2004年加入東京電視台。2013年12月27日，公布跟競輪選手新田康仁結婚的消息。

## 主持節目
- 神之舌（2005年10月7日－12月23日、2007年4月－）
- （2011年10月13日－）

## 外部連結
- 東京電視台個人介紹頁 （页面存档备份，存于）（日語）